# Grant-Kohrs Ranch National Historic Site

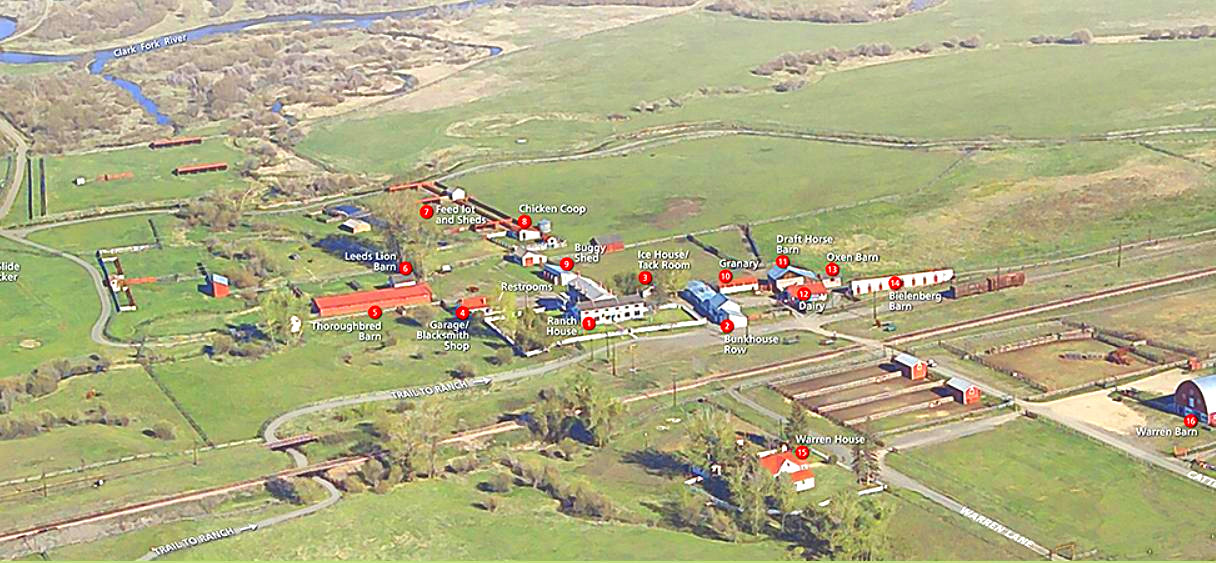
Luftbild

Die Grant-Kohrs Ranch National Historic Site ist eine Gedenkstätte vom Typ eines National Historic Site im US-Bundesstaat Montana. Sie erinnert an den Höhepunkt der großen Rinderranches im Wilden Westen, als die open range die Viehhaltung auf öffentlichem Land und die großen Viehtriebe erlaubte. Die Ranch geht auf den kanadischen Pelzhändler Johnny Grant zurück, sie wurde 1865 von Conrad Kohrs gekauft und in der Folge vielfach erweitert. Kohrs wurde als „Rinderbaron“ bekannt und nutzte die Stellung seines Betriebes als Basis für eine Karriere in der Politik.
Die Ranch wird seit 1972 vom National Park Service als Gedenkstätte verwaltet, der Betrieb als Rinderranch wird weitergeführt und kann besichtigt werden. Im Sommerhalbjahr finden täglich geführte Rundgänge und Living History-Vorführungen statt.

## Geschichte

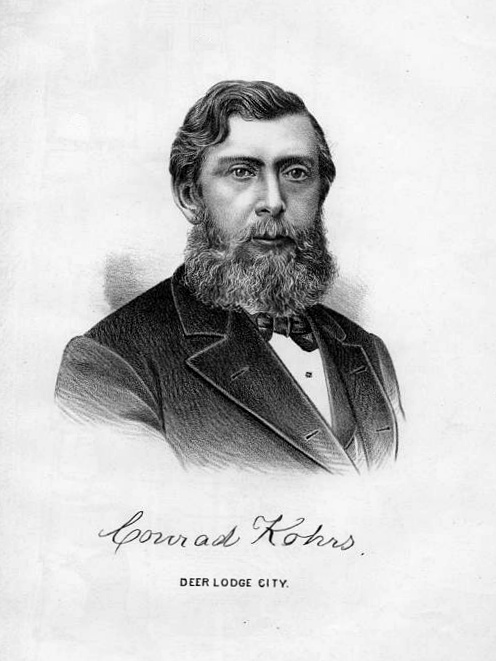
Conrad Kohrs, ca. 1885

Kohrs, mit vollem Namen Carsten Conrad Kohrs, geboren am 5. August 1835 im Herzogtum Holstein, fuhr zunächst zur See und hielt sich in Brasilien, Westafrika und Kuba auf. Er wurde mit 22 Jahren 1857 Bürger der USA, nachdem er in Iowa und New York über Verwandte mit Vieh gehandelt, Wurst in New Orleans verkauft, Holz am Mississippi verfrachtet und in einer Schnapsbrennerei gearbeitet hatte. Nun suchte er Gold in Kalifornien, zog weiter nach Kanada zum Fraser River und schließlich, immer noch auf der Suche nach Gold, kam er 1862 nach Montana, wo er als Metzger arbeitete und an die Goldsucher Fleisch verkaufte. 1864 holte er seinen Halbbruder John Bielenberg nach Montana, später auch noch dessen Bruder Karl (Charles). 
1865 kaufte er Johnny Grants kleine Ranch und erweiterte den Betrieb. Seine Rinderherde wuchs schnell und erreichte bis zu 50.000 Tiere. Er ließ seine Rinder auf rund 40.000 km² öffentlichem Land weiden, wo zuvor Bisons und Prärie-Indianer gelebt hatten. Die Bisons waren ab den 1840er Jahren fast ausgerottet worden und die Indianer in Reservate gedrängt. 1868 heiratete er Augusta Kruse, für die er das großzügige Ranchhaus errichten ließ. Die erhaltene Einrichtung des Hauses einer Familie der gehobenen Gesellschaft wurde von ihr zusammengetragen.
Ende der 1870er Jahre kam die Rinderrasse Texanisches Longhorn nach Norden. Die Fleischrasse war ursprünglich für die südlichen Wüstenregionen gezüchtet worden, war aber auch hervorragend für die mageren Böden der nördlichen Prärien geeignet. Um 1885 war die Rinderzucht der bei weitem ertragreichste Wirtschaftszweig in den Prärien. Kohrs Ranch schickte pro Jahr mehr als 10.000 Tiere in die Union Stock Yards, die Schlachthöfe von Chicago. Conrad Kohrs wurde als Montana's Cattle King (Montanas Rinderkönig) bekannt. Zudem suchte er nach neuem Land im Norden. Westlich von Great Falls ließ er seine Tiere in den Tälern des Dearborn und Sun River grasen. 

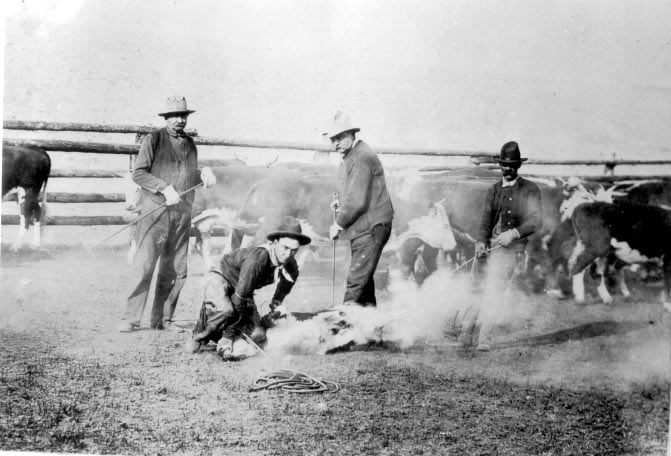
John und Charles Bielenberg beim Branding, ca. 1880er Jahre

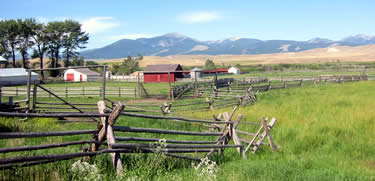
Blick über das heutige Gelände

Doch selbst die zusätzlichen Ressourcen dieser Region konnten der Überweidung nach wenigen Jahren nicht länger standhalten. Während des harten Winters 1886 auf 1887 verhungerte ein Drittel bis die Hälfte der Tiere. Außerdem wehrten sich die Siedler, die nach dem Homestead Act Farmen für den Ackerbau errichteten, gegen die frei grasenden Rinder und erst recht gegen die Viehtriebe über das ihnen gehörende Land. Die Erfindung des Stacheldrahts 1873 und die zunehmende Einzäunung der Homesteads in den 1880ern und 1890ern beendeten die Phase der freien Weiden (open range). Kohrs und Bielenberg veränderten die Zuchtmethoden und bauten vor allem selbst Viehfutter an und lagerten es als Vorrat ein, als die Zeiten des freien Grasens zu Ende gingen, da die besten Weiden vergeben und viele Gebiete überweidet waren. Auf dem Land betrieben sie zudem kleinere Bergwerke. Bielenberg züchtete auch Pferde, die perfekt für die Arbeit der Cowboys geeignet waren. 
Kohrs überließ die Geschäfte mit den Rindern zunehmend seinem Halbbruder John und ging in die Politik als Senator im Montana-Territorium und nach der Staatsgründung 1889 im US-Bundesstaat Montana. Er war Mitgründer der Montana Stockgrowers Association, dem Berufsverband der Rinderzüchter. 
Noch 1909 verkaufte die Ranch Rinder für 500.000 Dollar. 1918 verkaufte Kohrs jedoch seine Herden bis auf wenige hundert Tiere und hielt nur noch einige Shorthorn- und Hereford-Exemplare. Er starb 1920, John Bielenberg 1922. Die Ranch wurde von Geschäftsführern geleitet, bis der Betrieb 1932 während der Great Depression von Conrad Kohrs Warren, Kohrs Enkel, übernommen wurde. Er baute die Rinder-Herde wieder auf und spezialisierte die Ranch zudem auf die Zucht erstklassiger Kaltblut-Pferde. Nach dem Zweiten Weltkrieg verkaufte er einen Teil des Grundes und die Pferdezucht. In den 1950er Jahren stellte er auf Kälberaufzucht um und verkaufte 1972 die Ranch an die Bundesregierung als Gedenkstätte für die Geschichte der großen Rinderherden im Wilden Westen.

## Die Gedenkstätte

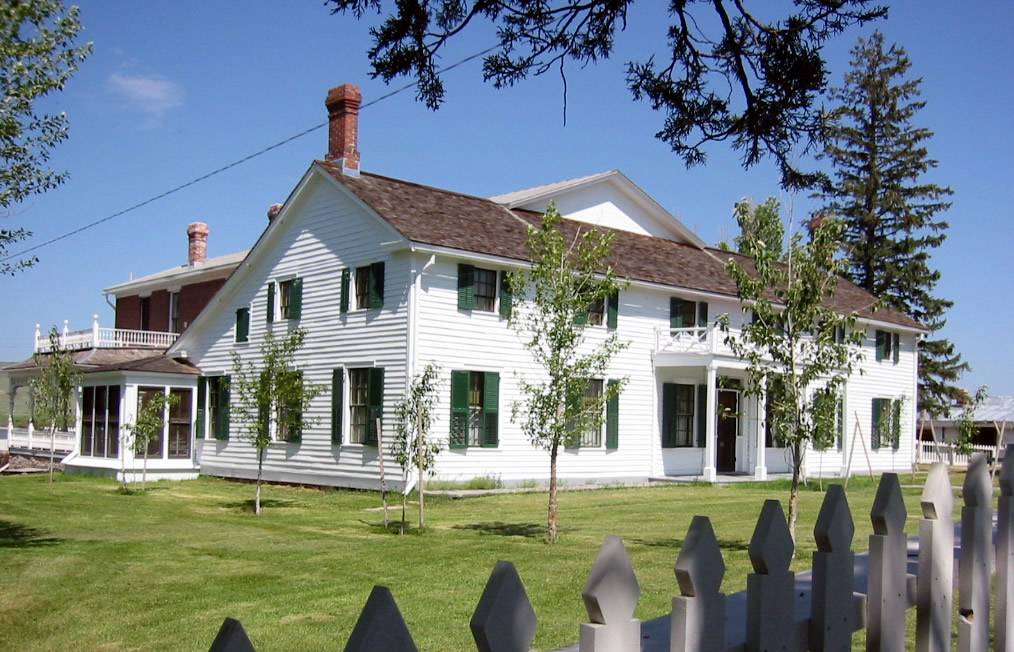
Das Haupthaus der Ranch

Die Ranch wurde im Dezember 1960 als National Historic Landmark eingetragen und am 9. August 1972 auf die Bundesregierung übertragen und als National Historic Site ausgewiesen. Auf dem Gelände stehen rund 90 Bauten aus allen Epochen des Betriebs. Der National Park Service betreibt das Unternehmen als so genannte working ranch, der Viehbetrieb wird weitergeführt. Das Gelände gehört nach Fläche und Besucherzahl zu den kleinen Einrichtungen des National Park Service. 
Besucher können das Gelände auf eigene Faust erkunden oder an Führungen teilnehmen. Das Haupthaus ist weitgehend im Stil des späten 19. Jahrhunderts eingerichtet und kann besichtigt werden. In den entsprechenden Jahreszeiten können Besucher die Abläufe auf einer Rinderranch vom Kalben der über säugende Muttertiere und einmal im Jahr auch das Branding einiger Jungtiere erleben. Im Sommerhalbjahr werden living history-Programme angeboten, bei denen Planwagen, das Mähen der Wiesen und Trocknen von Heu mit historischen Werkzeugen oder die Schmiede der Ranch vorgeführt werden. Als Cowboys gekleidete Mitarbeiter erzählen aus dem späten Wilden Westen und zeigen Besuchern wie die Hirten damals über Wochen und Monate unterwegs waren, um die Herden von den großen offenen Weiden zusammen und dann zur Eisenbahn zu treiben, von wo die Herden in die Großstädte, vor allem Chicago, transportiert wurden.